# Nijgadh
Nijgadh (Nepali बर्दघाट Nijgadh) ist eine Stadt (Munizipalität) im östlichen Terai Nepals im Distrikt Bara.
Die Stadt entstand 2014 durch Zusammenlegung der Village Development Committees Bharatganj Singaul, Nijgadh und Ratnapur.
Nijgadh liegt 35 km nordöstlich von Birganj am Fuße der Siwaliks. Die Fernstraße Mahendra Rajmarg verläuft durch Nijgadh.
Das Stadtgebiet umfasst 289,40 km².

## Einwohner
Bei der Volkszählung 2011 hatten die VDCs, aus welchen die Stadt Nijgadh entstand, 35.335 Einwohner (davon 17.026 männlich) in 7162 Haushalten.